# 2063.
◄ | 20. stoljeće | 21. stoljeće | 22. stoljeće | ►
◄ | 2030-ih | 2040-ih | 2050-ih | 2060-ih | 2070-ih | 2080-ih | 2090-ih | ►
◄◄ | ◄ | 2060. | 2061. | 2062. | 2063. | 2064. | 2065. | 2066. | ► | ►►
Astronomija

## Događaji
- 28. veljače – Prstenasta pomrčina Sunca koju će se moći vidjeti na južnom Tihom oceanu i Indoneziji.
- 24. kolovoza – Potpuna pomrčina Sunca koju će se moći vidjeti u Kini, Japanu i Tihom oceanu.

## Fikcija – izmišljeni događaji
- 5. travnja U Zvjezdanim stazama, Zefram Cochrane je uspio postići prvi Zemljanski let brzinom ukrivka (warpa).